# Urepus rossi
Genre
Espèce
Urepus rossi, unique représentant du genre Urepus, est une espèce d'araignées aranéomorphes de la famille des Macrobunidae.

## Distribution
Cette espèce est endémique du Pérou. Elle se rencontre vers le río Rímac.

## Description
La femelle holotype mesure 11,6 mm et la femelle paratype 10,8 mm.

## Systématique et taxinomie
Cette espèce a été décrite par Roth en 1967.
Ce genre a été décrit par Roth en 1967 dans les Agelenidae. Il est placé dans les Amaurobiidae par Lehtinen en 1967 puis dans les Macrobunidae par Gorneau, Crews, Cala-Riquelme, Montana, Spagna, Ballarin, Almeida-Silva et Esposito en 2023.

## Étymologie
Cette espèce est nommée en l'honneur d'Edward S. Ross.

## Publication originale
- Roth, 1967 : « A review of the South American spiders of the family Agelenidae (Arachnida, Araneae). » Bulletin of the American Museum of Natural History, no 134, p. 297-346 (texte intégral).